# 五十嵐壮太郎
五十嵐 壮太郎（いがらし そうたろう、1982年6月16日 - ）は、日本の起業家であり、ドリパス創業者。東京都出身。

## 略歴
新聞記者の父の転勤により、幼少期をフランス、ベルギーで過ごし、中学入学時に日本へ帰国。一橋大学経済学部卒業後、株式会社博報堂に入社し、様々な広告キャンペーン、コンテンツプロデュースを手掛ける。
2010年に株式会社博報堂を退社し、独立。同年、株式会社ブルームを設立し代表取締役に就任、ドリパスを立ち上げる。
2013年3月、ドリパスをヤフーに売却。
2016年より株式会社FLYBLUE代表取締役CEOに就任、また2016年11月よりスマートキャンプ(株)アドバイザーに就任。
2017年より株式会社CAMPFIRE執行役員に就任。
2018年より株式会社THEATER GUILD設立を設立し、2019年5月代官山に初めてのサブスクリプション型の会員制映画館をオープン。

## 経歴
- 2001年3月東京学芸大学教育学部附属高等学校卒業。
- 2006年3月一橋大学卒業。
- 2006年博報堂入社。
- 2010年博報堂退職後、独立。
- 同年、ブルームを設立し代表取締役に就任。
- 2010年8月、ドリパスオープン。
- 2013年3月、ドリパスをヤフーに売却。
- 2016年、FLYBLUE代表取締役CEOに就任。
- 2016年11月、スマートキャンプアドバイザーに就任。
- 2017年、CAMPFIRE執行役員に就任。
- 2018年、会員制映画館サービスを行う株式会社THEATER GUILD設立。

## 受賞歴
- 2011年 Startup weekend TOKYO 優勝[1]。
- 世界の常識を変えるWEBサービス100[2]。
- open network lab選出[3]。
- リヴァンプによる次世代リーダー支援プロジェクト選出[4]。

## インタビュー
- 《ドリパス》を作った男 五十嵐壮太郎氏は、なぜ博報堂を辞めてWEB業界を志したか？(CAREER HACK)
- リクエストで上映する映画を決定！話題のサービス「ドリパス」社長に聞く夢を追う事の素晴らしさ(ガジェット通信)
- 逝去から１年。声優・林原めぐみが語った今 敏監督と『パプリカ』(HogaHolic)
- 転機のシネコン　次の一手は(テレビ東京)